# Leptopternis gracilis
Leptopternis gracilis är en insektsart som först beskrevs av Eduard Friedrich Eversmann 1848.  Leptopternis gracilis ingår i släktet Leptopternis och familjen gräshoppor. Inga underarter finns listade i Catalogue of Life.